# Levy Rozman
Levy Rozman (Brooklyn, Nueva York; 5 de diciembre de 1995), conocido en línea como GothamChess, es un maestro internacional de ajedrez estadounidense, creador de contenidos, comentarista y autor. Es a menudo conocido como "el profesor de ajedrez de Internet" y produce contenido en las plataformas en línea Twitch, TikTok y YouTube.
Nacido en Brooklyn, Nueva York, Rozman creció en una familia de inmigrantes ruso-ucranianos y comenzó a jugar ajedrez a los 5 años. Obtuvo el título de Maestro Internacional y alcanzó su puntuación máxima de 2420 FIDE en 2018. Comenzó a crear contenido en agosto de 2018. Sus canales de Twitch y YouTube ganaron popularidad, con un aumento durante la pandemia de COVID-19 y el lanzamiento de Gambito de dama en 2020. En 2022, se retiró oficialmente del ajedrez competitivo, citando estrés físico y mental. En enero de 2023, su canal de YouTube se convirtió en el primer canal de ajedrez en superar los mil millones de visitas. El 19 de abril de 2024 ya tenía más de 5,0 millones de suscriptores en YouTube.

## Primeros años
Rozman nació en Brooklyn, Nueva York, el 5 de diciembre de 1995, de la emigrada rusa Lina (de soltera Zeldovich) y del emigrado ucraniano Eugene Rozman. Al crecer, vivió entre Nueva York y Nueva Jersey. Como estadounidense de primera generación, Rozman creció hablando ruso como su primer idioma y solo comenzó a aprender inglés en el preescolar. Rozman era un niño enérgico, descrito por su madre como "un poco matón en el patio de recreo". A la edad de 5 años, sus padres lo inscribieron en clases de ajedrez y notaron que el juego tenía un efecto calmante en él. Rozman participó en su primer torneo de ajedrez a la edad de 7 años. En febrero de 2008, a los 12 años, Rozman alcanzó un Elo FIDE de 2000, pero el progreso se estancó durante tres años. Después de considerar dejar el ajedrez, volvió al juego de manera constante a la edad de 15 años.

## Carrera
A la edad de 16 años en 2011, Rozman logró el título de Maestro Nacional a través de la Federación de Ajedrez de Estados Unidos. Mientras asistía al Baruch College en Manhattan, obtuvo una licenciatura en estadística y modelos cuantitativos, con planes de conseguir un "trabajo serio" después de terminar su participación en el juego y la enseñanza del ajedrez. En 2014, un año después de graduarse, se acercó a las escuelas locales para proponerles ejecutar su propio programa de ajedrez que involucraba entrenar a niños para torneos y asegurar títulos municipales y estatales con los estudiantes.
Entre 2016 y 2019, Rozman se comprometió con el ajedrez competitivo. Obtuvo el título de Maestro FIDE en 2016 y Maestro Internacional (IM) en 2018. En 2018, alcanzó su rating máximo de ajedrez en EE. UU. de 2520 y un rating FIDE de 2420. Mientras trabajaba para obtener el título de Gran Maestro, Rozman comenzó a transmitir en su propio canal de Twitch el 19 de mayo de 2018. Sus transmisiones se centraban principalmente en vídeos instructivos y comentarios de ajedrez. A pesar de tener sólo 10 seguidores en ese momento, pasaba muchas horas en línea, a veces transmitiendo desde las 9 p. m. hasta las 4 a. m.. Su primer aumento notable de audiencia se produjo en noviembre de 2018 durante el Campeonato Mundial de Ajedrez entre Fabiano Caruana y Magnus Carlsen. Rozman amplió aún más su presencia en línea al lanzar su canal de YouTube unos meses después de la pandemia de COVID-19. Al igual que muchas personalidades del ajedrez en línea, experimentó un aumento de audiencia durante la pandemia, particularmente después del lanzamiento de la miniserie de televisión Gambito de dama. Al hacer la transición de su papel como profesor de ajedrez, Rozman adoptó la transmisión a tiempo completo. En octubre de 2020, su canal de Twitch acumuló más de 100.000 seguidores, un aumento significativo con respecto a los poco más de 17.800 seguidores de principios de 2020. En enero de 2021, se ubicó como el tercer transmisor de ajedrez más grande en Twitch con 200.000 seguidores. Al mismo tiempo, su canal de YouTube experimentó un crecimiento sustancial, alcanzando 379.000 suscriptores.
En marzo de 2021, Rozman llamó la atención internacional cuando enfrentó una derrota en un partido de Chess.com contra un ajedrecista indonesio conocido como Dewa_Kipas, traducido como el "Dios de los aficionados". Sospechando que su oponente estaba haciendo trampa, Rozman denunció su cuenta al equipo Fair Play de Chess.com. En consecuencia, la cuenta de Dewa_Kipas fue cerrada debido a trampas. Sin embargo, este hecho provocó una reacción violenta de los internautas indonesios, lo que provocó que Rozman se enfrentara a acoso en las redes sociales. Para hacer frente a la situación, Rozman optó por la privacidad al hacer que sus cuentas de redes sociales fueran privadas y tomó una breve pausa en la transmisión. Más tarde, Dewa_Kipas no pudo jugar a un alto nivel en una serie de partidos en vivo contra la MI indonesia Irene Kharisma Sukandar.
A mediados de 2021, el canal de YouTube de Rozman alcanzó el millón de suscriptores y, en septiembre de 2021, se convirtió en el mayor creador de ajedrez en YouTube, superando a Agadmator.
En medio de la creciente popularidad del ajedrez en plataformas como TikTok e Instagram, junto con la controversia Carlsen-Niemann a finales de 2022, el canal de YouTube de Rozman siguió creciendo a un ritmo rápido, acumulando más de 300 millones de vistas en enero de 2023, según Rozman. Poco después, su canal de YouTube se convirtió en el primer canal de ajedrez en acumular más de mil millones de vistas. En noviembre de 2023, su canal de YouTube había obtenido 4,3 millones de suscriptores y 1.800 millones de vistas.

## Premios y nominaciones
El 28 de noviembre de 2023, Rozman fue incluido en el Forbes 30 Under 30 2024 en la categoría "Juegos".
| Año  | Ceremonia           | Categoría           | Resultado | Ref.   |
| ---- | ------------------- | ------------------- | --------- | ------ |
| 2022 | The Streamer Awards | Best Chess Streamer | Nominado  | [ 19 ] |
| 2023 | The Streamer Awards | Best Chess Streamer | Ganador   | [ 20 ] |
| 2024 | The Streamer Awards | Best Chess Streamer | Nominado  | [ 21 ] |